# Kommunalvalen i Sverige 1946
Kommunalvalet i Sverige 1946 genomfördes söndagen den 15 september 1946. Vid detta val valdes kommunalfullmäktige och stadsfullmäktige för mandatperioden 1947–1950 i 1 850 av 2 509 kommuner. Valet påverkade också på sikt första kammarens sammansättning. 
För att kommunfullmäktige skulle vara obligatoriskt behövde kommunen ifråga ett invånarantal högre än 700. Denna siffra överskred 1 524 kommuner, medan 199 valde att ha fullmäktige ändå. I Skaraborgs län och Gotlands län hade mindre än hälften av kommunerna fullmäktige. Utöver detta ägde 127 stadsfullmäktigeval och 181 municipalfullmäktigeval rum. De sistnämnda räknas dock inte med som "riktiga" kommunalval.

## Valda fullmäktige
Notera att jämförelserna med förra året kan vara missvisande, då 9 103 av de valda fullmäktigen var av okänd partitillhörighet vid kommunalvalet 1946, och 11 911 okända vid valet 1942.
| Parti  | Parti                        | Mandatfördelning | Mandatfördelning |
| Parti  | Parti                        | Antal            | +−               |
| ------ | ---------------------------- | ---------------- | ---------------- |
|        | Socialdemokraterna           | 15 658           | -484             |
|        | Bondeförbundet               | 6 716            | +1 724           |
|        | Folkpartiet                  | 3 523            | +894             |
|        | Högerns riksorganisation     | 3 106            | -23              |
|        | Sveriges kommunistiska parti | 2 054            | +1 175           |
|        | Övriga partier               | 28               | —                |
| Totalt | Totalt                       | 31 085 +9 103    | +440             |

## Stadsfullmäktigevalen
| Stadsfullmäktigevalen | Stadsfullmäktigevalen        | Stadsfullmäktigevalen | Stadsfullmäktigevalen | Stadsfullmäktigevalen | Stadsfullmäktigevalen | Stadsfullmäktigevalen |
| Parti                 | Parti                        | Röster                | Röster                | Röster                | Mandatfördelning      | Mandatfördelning      |
| Parti                 | Parti                        | Antal                 | %                     | +− %                  | Antal                 | +−                    |
| --------------------- | ---------------------------- | --------------------- | --------------------- | --------------------- | --------------------- | --------------------- |
|                       | Socialdemokraterna           | 684 985               | 45,6                  | -7,2                  | 2 050                 | -59                   |
|                       | Högerns riksorganisation     | 296 454               | 19,8                  | -3,9                  | 814                   | -122                  |
|                       | Folkpartiet                  | 275 470               | 18,4                  | +4,9                  | 774                   | +227                  |
|                       | Sveriges kommunistiska parti | 222 730               | 14,8                  | +6,6                  | 419                   | +252                  |
|                       | Bondeförbundet               | 10 166                | 0,7                   | +0,3                  | 41                    | +16                   |
|                       | Sveriges nationella förbund  | 3 281                 | 0,2                   | -0,1                  | 3                     | -6                    |
|                       | Övriga partier               | 7 479                 | 0,5                   | —                     | 25                    | —                     |
| Antal giltiga röster  | Antal giltiga röster         | 1 500 565             | 100                   |                       | 4 126                 | +302                  |
| Ogiltiga röster       | Ogiltiga röster              | 7 372                 |                       |                       |                       |                       |
| Totalt                | Totalt                       | 1 507 937 (73,5%)     |                       |                       |                       |                       |

Flera städer ingick inte i något av landstingen på grund av sin storlek. Vid valet 1946 var dessa sex stycken av totalt 127 städer i landet; Stockholm, Göteborg, Malmö, Norrköping, Helsingborg och Gävle. Denna särställning gjorde att städerna jämte landstingen fick delta i förstakammarvalen, där de valda stadsfullmäktigen agerade valmän. Ibland jämställs därför dessa stadsfullmäktigeval med landstingsval. Valdeltagandet var högst i Höganäs stad (82,1%) och lägst i Västerviks stad (57,6%).
| Stockholm            | Stockholm                    | Stockholm       | Stockholm | Stockholm | Stockholm |
| Parti                | Parti                        | Röster          | Röster    | Mandat    | Mandat    |
| Parti                | Parti                        | Antal           | %         | Antal     | +−        |
| -------------------- | ---------------------------- | --------------- | --------- | --------- | --------- |
|                      | Socialdemokraterna           | 140 980         | 38,0      | 38        | -8        |
|                      | Högerns riksorganisation     | 83 533          | 22,5      | 22        | -7        |
|                      | Folkpartiet                  | 78 912          | 21,2      | 23        | +7        |
|                      | Sveriges kommunistiska parti | 67 867          | 18,3      | 17        | +8        |
|                      | Övriga partier               | 94              | 0,0       | 0         | —         |
| Antal giltiga röster | Antal giltiga röster         | 371 386         | 100       | 100       | +-0       |
| Ogiltiga röster      | Ogiltiga röster              | 2 406           |           |           |           |
| Totalt               | Totalt                       | 373 792 (74,5%) |           |           |           |

| Göteborg             | Göteborg                     | Göteborg        | Göteborg | Göteborg | Göteborg |
| Parti                | Parti                        | Röster          | Röster   | Mandat   | Mandat   |
| Parti                | Parti                        | Antal           | %        | Antal    | +−       |
| -------------------- | ---------------------------- | --------------- | -------- | -------- | -------- |
|                      | Socialdemokraterna           | 62 399          | 36,7     | 23       | -7       |
|                      | Sveriges kommunistiska parti | 40 593          | 23,9     | 15       | +5       |
|                      | Folkpartiet                  | 36 054          | 21,2     | 13       | +5       |
|                      | Högerns riksorganisation     | 28 823          | 16,9     | 9        | -3       |
|                      | Övriga partier               | 2 280           | 1,3      | 0        | —        |
| Antal giltiga röster | Antal giltiga röster         | 170 149         | 100      | 60       | +-0      |
| Ogiltiga röster      | Ogiltiga röster              | 702             |          |          |          |
| Totalt               | Totalt                       | 170 851 (74,6%) |          |          |          |

| Malmö                | Malmö                        | Malmö          | Malmö  | Malmö  | Malmö  |
| Parti                | Parti                        | Röster         | Röster | Mandat | Mandat |
| Parti                | Parti                        | Antal          | %      | Antal  | +−     |
| -------------------- | ---------------------------- | -------------- | ------ | ------ | ------ |
|                      | Socialdemokraterna           | 51 595         | 52,9   | 29     | -7     |
|                      | Högerns riksorganisation     | 26 043         | 26,7   | 16     | +1     |
|                      | Folkpartiet                  | 10 442         | 10,7   | 5      | +3     |
|                      | Sveriges kommunistiska parti | 9 386          | 9,6    | 4      | +1     |
|                      | Övriga partier               | 4              | 0,0    | 0      | —      |
| Antal giltiga röster | Antal giltiga röster         | 97 470         | 100    | 54     | +-0    |
| Ogiltiga röster      | Ogiltiga röster              | 328            |        |        |        |
| Totalt               | Totalt                       | 97 798 (79,2%) |        |        |        |

| Norrköping           | Norrköping                   | Norrköping     | Norrköping | Norrköping | Norrköping |
| Parti                | Parti                        | Röster         | Röster     | Mandat     | Mandat     |
| Parti                | Parti                        | Antal          | %          | Antal      | +−         |
| -------------------- | ---------------------------- | -------------- | ---------- | ---------- | ---------- |
|                      | Socialdemokraterna           | 23 232         | 54,2       | 34         | -3         |
|                      | Högerns riksorganisation     | 9 569          | 22,3       | 13         | -5         |
|                      | Sveriges kommunistiska parti | 5 711          | 13,3       | 8          | +5         |
|                      | Folkpartiet                  | 4 364          | 10,2       | 5          | +2         |
|                      | Övriga partier               | 3              | 0,0        | 0          | —          |
| Antal giltiga röster | Antal giltiga röster         | 42 879         | 100        | 60         | +-0        |
| Ogiltiga röster      | Ogiltiga röster              | 116            |            |            |            |
| Totalt               | Totalt                       | 42 995 (78,0%) |            |            |            |

| Helsingborg          | Helsingborg                  | Helsingborg    | Helsingborg | Helsingborg | Helsingborg |
| Parti                | Parti                        | Röster         | Röster      | Mandat      | Mandat      |
| Parti                | Parti                        | Antal          | %           | Antal       | +−          |
| -------------------- | ---------------------------- | -------------- | ----------- | ----------- | ----------- |
|                      | Socialdemokraterna           | 19 675         | 55,7        | 30          | -5          |
|                      | Högerns riksorganisation     | 5 756          | 16,3        | 9           | -2          |
|                      | Sveriges kommunistiska parti | 3 540          | 10,0        | 5           | +5          |
|                      | Medborgarförbundet           | 3 258          | 9,2         | 3           | +-0         |
|                      | Folkpartiet                  | 3 101          | 8,8         | 4           | +2          |
|                      | Övriga partier               | 4              | 0,0         | 0           | —           |
| Antal giltiga röster | Antal giltiga röster         | 35 334         | 100         | 51          | +-0         |
| Ogiltiga röster      | Ogiltiga röster              | 195            |             |             |             |
| Totalt               | Totalt                       | 35 529 (75,6%) |             |             |             |

| Gävle                | Gävle                        | Gävle          | Gävle  | Gävle  | Gävle  |
| Parti                | Parti                        | Röster         | Röster | Mandat | Mandat |
| Parti                | Parti                        | Antal          | %      | Antal  | +−     |
| -------------------- | ---------------------------- | -------------- | ------ | ------ | ------ |
|                      | Socialdemokraterna           | 11 091         | 53,7   | 24     | -6     |
|                      | Folkpartiet                  | 3 778          | 18,3   | 9      | +2     |
|                      | Högerns riksorganisation     | 3 360          | 16,3   | 7      | -1     |
|                      | Sveriges kommunistiska parti | 2 408          | 11,7   | 5      | +5     |
|                      | Övriga partier               | 3              | 0,0    | 0      | —      |
| Antal giltiga röster | Antal giltiga röster         | 20 638         | 100    | 45     | +-0    |
| Ogiltiga röster      | Ogiltiga röster              | 17             |        |        |        |
| Totalt               | Totalt                       | 20 655 (67,6%) |        |        |        |

## Fotnoter
1. ↑  I Stockholms stad började mandatperioden redan i oktober under valåret.
2. ↑  I städer som utökades i samband med kommunreformen 1952 gällde de 1946 valda stadsfullmäktigen även för 1951.